# ピアノ協奏曲第2番 (メトネル)
ピアノ協奏曲第2番 ハ短調 Op.50は、ニコライ・メトネルが1920年から1927年にかけて作曲したピアノ協奏曲。1928年に出版された。初演はモスクワにおいて、作曲者の兄弟の指揮により行われた。

## 概要
メトネルは既にロシアを後にしてコンサートピアニストとして数年のキャリアを積んでいた。メトネルがパリにおいてこの曲を作曲していた当時、ラフマニノフは「ピアノ協奏曲第4番」の作曲に取り組んでおり、これら2曲は互いに贈答しあう形でそれぞれ献呈されることになる。ソラブジはこの曲を高く評価していた。メトネルは1948年にイサイ・ドブローウェンの指揮、フィルハーモニア管弦楽団の演奏で、この曲の録音を遺している。日本初演は2004年、サントリーホールにおいてマルカンドレ・アムランのピアノ、オッコ・カムの指揮、東京フィルハーモニー交響楽団の演奏で行われた。

## 演奏時間
約36 - 38分

## 楽曲構成
3楽章制である。
第1楽章 トッカータ、アレグロ・リゾルート ハ短調 4/4拍子
ソナタ形式。ピアノ独奏による鋭いリズムで開始される。第2主題は対照的に抒情的なものである。再現部では管弦楽のみで第1主題が奏でられた後、約80小節にも及ぶ大規模なカデンツァが第2主題の再現の役割も受け持つ。
第2楽章 ロマンツァ、アンダンテ・コン・モート 変イ長調 3/4拍子
抒情的な性格の主題で開始される。中間部ではホ長調へ転調、カンデツァを経てハ短調へと転じアジタートの激しい楽想となる。変イ長調へ戻って穏やかな主題を再現したのち、アタッカで第3楽章へ続く。
第3楽章 ディヴェルティメント、アレグロ・リゾルート・エ・モルト・ヴィヴァーチェ ハ長調 3/4拍子
ロンド形式。祝祭的な舞踏の音楽である。幾度か転調を繰り返したのち、ハ長調で明るく締めくくる。